# Serrat (Queralbs)
Serrat és un poble del municipi de Queralbs (Ripollès) situat a l'esquerra del riu Freser. El 2009 tenia 25 habitants. El poble s'ha dedicat principalment a la ramaderia i romanen forns de pa adjacents a les façanes de diversos habitatges.
A l'extrem est del poble hi ha l'església de la Mare de Déu del Remei, d'origen romànic.